# Laureano Figuerola
Pour les articles homonymes, voir Figuerola.
Laureano Figuerola Ballester, né à Calaf le 4 juin 1816 et mort à Madrid le 28 février 1903, est un avocat, économiste et homme politique espagnol du Sexenio Democrático, ministre du Budget puis président du Sénat.